# 中井真奈
中井 真奈（なかい まな、1986年8月28日 - ）は、セイプロダクション所属のDJ・ラジオパーソナリティである。

## 来歴・人物
滋賀県東近江市出身で、外国語大学在学中に地元のエフエム滋賀で放送されていた『あめんぼ!』で、パーソナリティーを務めた。なお、この番組にはエフエム徳島で放送されている番組『東京ぞめきステーション』でパーソナリティを務めた福田遥菜も出演していた。
大学卒業後の2009年4月、エフエム徳島にアナウンサーとして入社。早速4月6日から、『T-Cross』の月・火曜日の担当となった。1年間在籍して2010年3月に退社。同年5月より地元・滋賀県東近江市のコミュニティFM、Radio Sweetに活動の場を移し、朝の番組『おはようスイート』の月曜日から木曜日のパーソナリティを担当した。また、2013年には東近江市レインボー大使としても活躍した。２つ下に弟がいる。クマのプーさんが好き。
2014年4月から2016年3月まで、NHK大阪放送局の『FMサウンドポケット なみはな』で月曜日・火曜日と隔週で水曜日のDJを担当していた。

## 現在の担当番組
- ならフライデー9（アシスタント 奈良テレビ放送）
- FM COCOLO HEADLINE NEWS/Weather Information
- FM 802 HEADLINE NEWS/Weather Information
- with you（朝日放送ラジオ）
- 情報BOXワイド高槻（レポーターJ:COM高槻）
- きらめきこうか（あいコムこうか、2018年1月 - ）

## 過去の担当番組

### テレビ
- 県政週刊プラスワン（リポート びわ湖放送）
- 左義長まつり（リポート ZTV近江八幡局）

### ラジオ
- FMサウンドポケット なみはな（月曜日・火曜日〈水曜日は隔週担当〉NHK大阪放送局）
- おはようスイート（月曜日 - 木曜日・Radio Sweet）
- T-Cross（月曜日・火曜日 エフエム徳島）
- FM徳島ニュース
- あめんぼ! （エフエム滋賀）
- 桑原征平粋も甘いも（朝日放送ラジオ）2018年11月29日（木曜日）放送分のオープニングにゲスト出演[2]。